# 晴斑冠海龍
晴斑冠海龍（学名：Corythoichthys ocellatus），为輻鰭魚綱棘背魚目海龍魚科的其中一種，分布於中西太平洋區，包括菲律賓、帛琉、澳洲、印尼及索羅門群島等海域，棲息深度可達12公尺，體長可達10.3公分，棲息在礫石底質的礁石區，卵胎生。